# سكيني جونسون
سكيني جونسون (بالإنجليزية: Skinny Johnson) مواليد 16 أغسطس 1911 في أوكلاهوما سيتي - الوفاة 5 فبراير 1980، كان مدرب كرة سلة أمريكي ولاعب. بلغ طوله 6 قدم 4 بوصة (1.9 م). دخل قاعة نايسميث التذكارية لمشاهير كرة السلة.

## روابط خارجية
- سكيني جونسون على موقع قاعة المشاهير الجامعة الوطنية لكرة السلة (الإنجليزية)